# Принципия Дискордия
Principia Discordia — священная книга дискордианства, написанная Грегом Хиллом (Малаклипс Младший) и Кэрри Венделлом Торнли (Лорд Омар Хайам Равенхурст). Первое издание было напечатано на принтере Xerox Джима Гаррисона в 1963 году. Второе издание было опубликовано в 1965 году под названием Principia Discordia or How The West Was Lost ограниченным изданием в пять копий.
Principia Discordia описывает дискордианское сообщество и его богиню Эриду, равно как и основы дискордианства как конфессии. Книга состоит из печатного и рукописного текста, перемешанного с клип-артом, штампами и печатями, присвоенными из других источников.
Несмотря на то, что Principia Discordia полна явных противоречий и юмора, она содержит несколько фраз, убеждающих читателя в серьёзности прочитанного, например послание на странице 00075: «Если ты думаешь, что Принципия не более чем бу-га-га, то прочти её сначала».
Principia Discordia активно цитируется и имеет много общих тем с научно-фантастической книгой The Illuminatus! Trilogy Роберта Ши и Роберта Антона Уилсона. Уилсон не был напрямую вовлечён в написание «Принципии».
В книге используются такие символы как яблоко раздора, пятиугольник, и «Священное Хао», представляющее собой даосский символ тайцзи, где инь и ян заменены на яблоко и пятиугольник. К святым причислены Нортон I, Йоссариан, Дон Кихот и Боконон. Principia Discordia также представила мистическое слово fnord, позже популяризованное в The Illuminatus! Trilogy.

## В общем
Principia Discordia содержит три основных принципа: Принцип Анэрис (порядок), Принцип Эрис (беспорядок) и напоминание что оба принципа иллюзорны. Цитата ниже хорошо это объясняет:

## История
«Принципия Дискордия или Как Запад Был Потерян» изначально была опубликована ограниченным изданием в пять копий и выпущена как объект общественного достояния в 1965. Полное название четвертого и наиболее известного издания — Principia Discordia or How I Found Goddess And What I Did To Her When I Found Her: The Magnum Opiate Of Malaclypse The Younger, Wherein is Explained Absolutely Everything Worth Knowing About Absolutely Anything.

## Мифология
В дискордианской мифологии Анэрис описана как сестра Эрис или Дискордии. Эрис/Дискордия является богиней беспорядка и бытия, Анэрис/Гармония является богиней порядка и небытия.
"ДОГМА III – ИСТОРИЯ 32, 'КОСМОГОНИЯ'" в Принципии Дискордии, гласит
В начале была БЕЗДНА, у которой было две дочери; одна (поменьше) которая соответствовала БЫТИЮ, названная ЭРИС, и другая (побольше) которая соответствовала НЕБЫТИЮ, названная АНЭРИС.
Бесплодная Анэрис завидовала Эрис (которая родилась беременной) и начала превращать существующие вещи, порожденные Эрис, в несуществующие. Это объясняет почему жизнь начинается и почему она позже кончается смертью.
И с того дня вещи появлялись и исчезали таким образом.